# ژدار (ناحیه بلانسکو)
ژدار (به چکی: Žďár) یک منطقهٔ مسکونی در جمهوری چک است که در ناحیه بلانسکو واقع شده‌است. ژدار ۵٫۰۷ کیلومتر مربع مساحت و ۳۸۵ نفر جمعیت دارد و ۵۶۵ متر بالاتر از سطح دریا واقع شده‌است.